# Jake Hughes
 (octobre 2023).
Si vous disposez d'ouvrages ou d'articles de référence ou si vous connaissez des sites web de qualité traitant du thème abordé ici, merci de compléter l'article en donnant les références utiles à sa vérifiabilité et en les liant à la section « Notes et références ».
Pour les articles homonymes, voir Hughes.
Jake Hughes, né le 30 mai 1994 à Birmingham, est un pilote automobile britannique, qui participe depuis 2021 au championnat de Formule 2, d'abord avec l'écurie allemande HWA Racelab, puis avec l'écurie néerlandaise Van Amersfoort Racing. En 2024, il pilote en championnat du monde de Formule E chez Maserati MSG Racing.

## Biographie

### Débuts en monoplace
Après des débuts en kart à l'âge de 16 ans, en 2012, Hughes fait ses débuts en monoplace en Formule Renault britannique. Il marque sept points en deux courses disputées et dispute également deux courses lors de la série hivernale où il marque 24 points. Il participe la même année au VdeV Challenge où il marque 25 points. L'année suivante en 2013 il s'engage en Formule 4 britannique, et remporte quatre victoires et six podiums ce qui lui permet de s'adjuger le titre.

### Formule Renault (2014-2015)
En 2014, Hughes retourne en Formule Renault où il s'engage simultanément dans les trois principaux championnats européens. En Formule Renault 2.0 NEC, il termine troisième de la manche de Silverstone. Il participe aussi à l'Eurocup Formule Renault et à la Formula Renault 2.0 Alps mais il n'inscrit aucun point. En 2015, il signe avec Koiranen GP pour une saison complète dans les deux principales séries. En Eurocup, il remporte une victoire ainsi que cinq podiums. Il termine sixième du championnat avec 160 points. En série Alpine, il décroche trois victoires et sept podiums, ce qui lui rapporte le titre de vice-champion derrière son compatriote Jack Aitken.

### GP3 Series et débuts en Formule 3 (2016-2018)

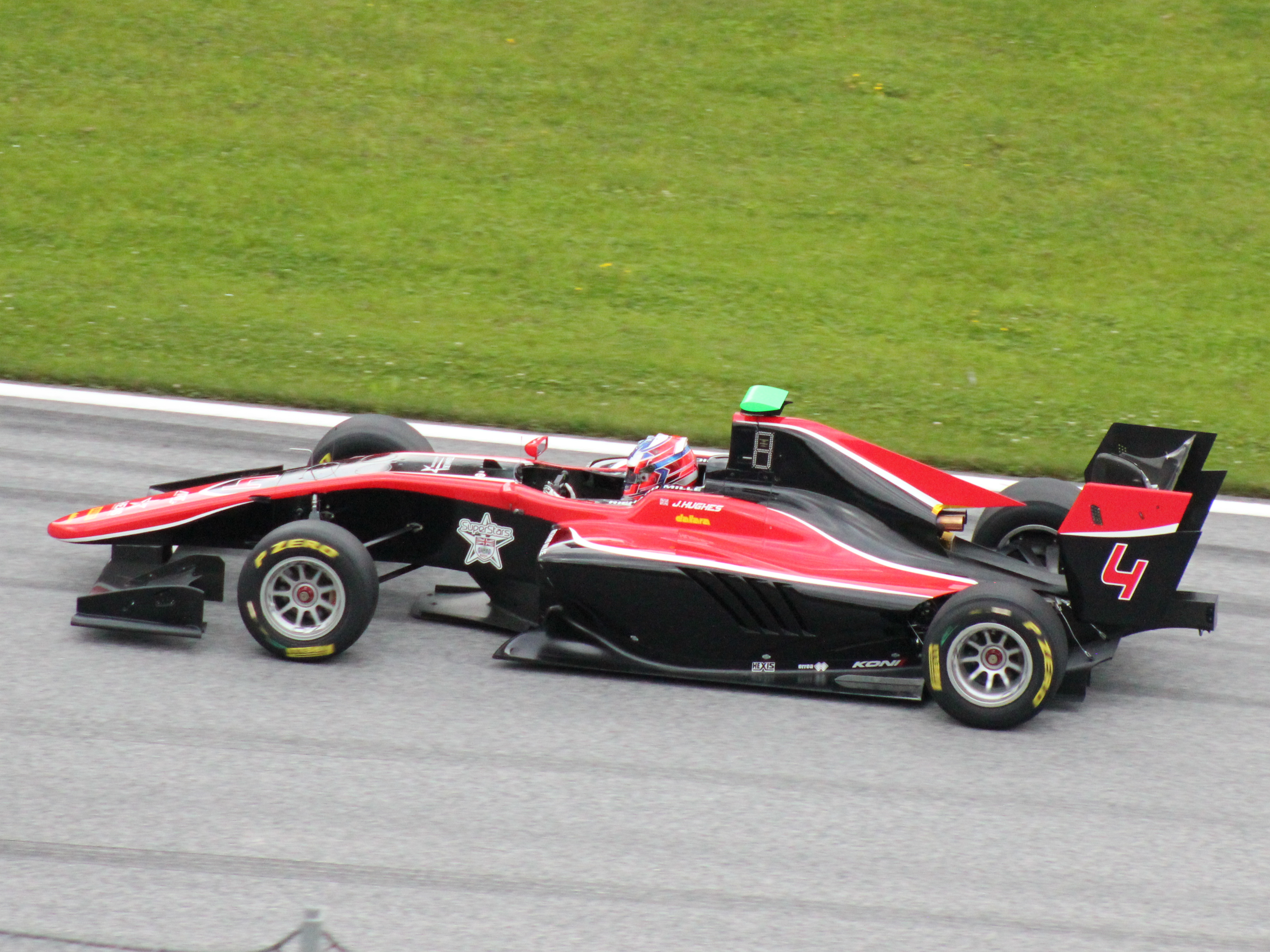
Jake Hughes en GP3 Series sur le Red Bull Ring en 2018.

En 2016, Hughes est logiquement promu en GP3 Series où il signe avec DAMS. Dès sa première saison, il remporte deux victoires à Hockenheim et à Yas Marina et deux autres podiums, ce qui le classe huitième avec 90 points. Malgré sa bonne saison, il ne parvient pas à conserver sa place pour la saison suivante. 
L'année suivante, il s'engage en championnat d'Europe de Formule 3 avec Hitech Racing. Il remporte son unique victoire dans la discipline lors de la deuxième course du Nürburgring et se classe cinquième grâce à une saison riche en podiums.
En 2018, il revient en GP3 chez ART Grand Prix. Il monte trois fois sur le podium et remporte une unique victoire sur le Red Bull Ring. Il se classe à nouveau huitième avec 85 points.

### Formule 3 FIA (2019-2020)

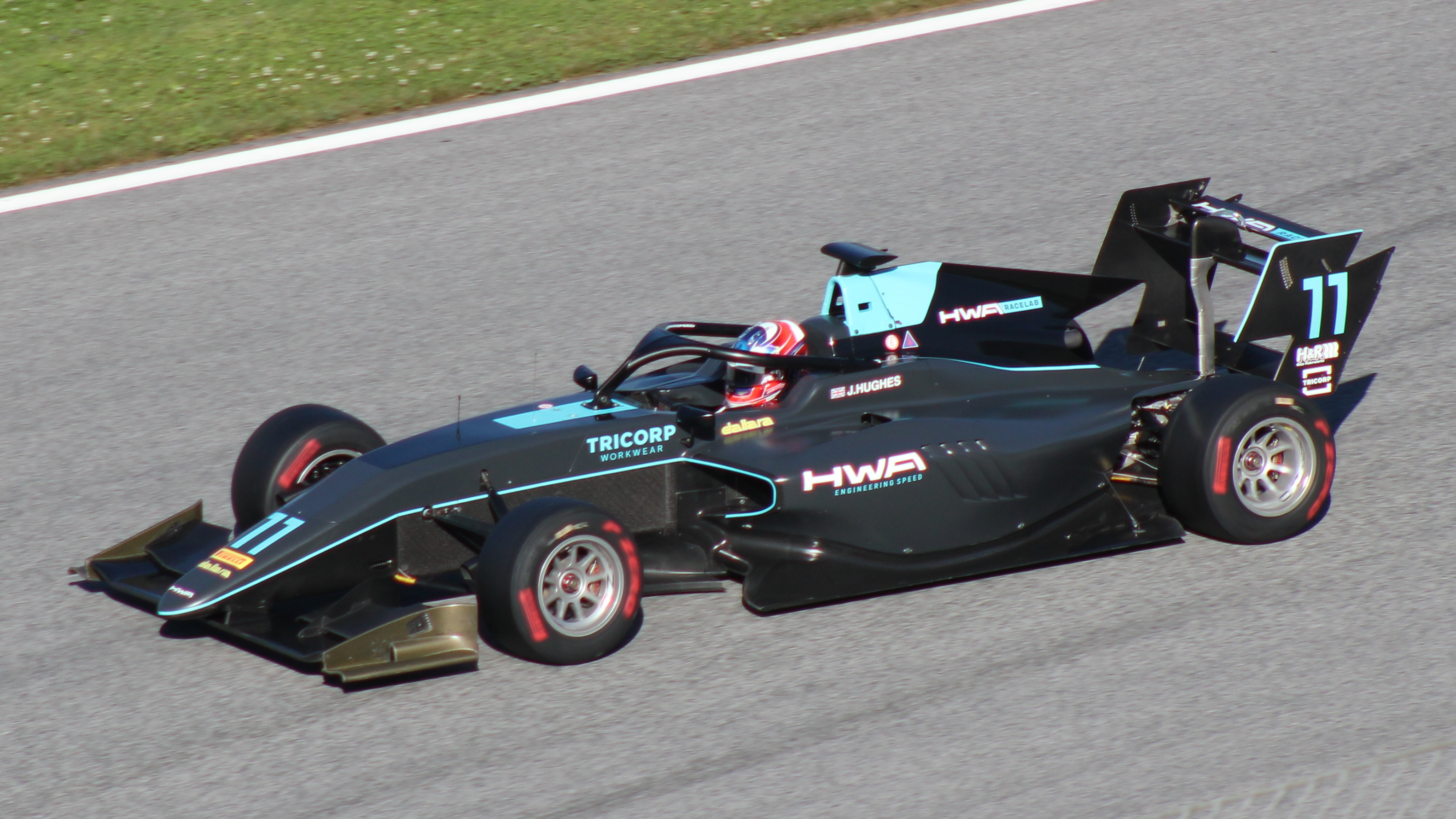
Jake Hughes à Spielberg en Formule 3 FIA en 2019.

En 2019, il s'engage dans le nouveau championnat de Formule 3 FIA avec HWA Racelab, où il fait notamment équipe avec Bent Viscaal. Il remporte sa première victoire en Autriche profitant alors d'un accrochage entre Robert Shwartzman et Marcus Armstrong dans le dernier tour. Il réalise aussi un double podium en Hongrie terminant troisième sur chacune des deux courses. Il termine septième du championnat avec 90 points. Il dispute également la dernière manche du nouveau championnat d'Europe de Formule 3 régionale à Monza et arrive à chaque fois sur le podium ce qui lui permet de se hisser à la douzième place avec 45 points.
L'année suivante, il conserve sa place dans l'équipe où il est rejoint également par Enzo Fittipaldi et Jack Doohan. Il se montre aussi régulier que la saison précédente, remportant deux autres victoires en Espagne et en Italie. Il se classe de nouveau septième du championnat avec 111,5 points.

### Formule 2 (2020-2022)

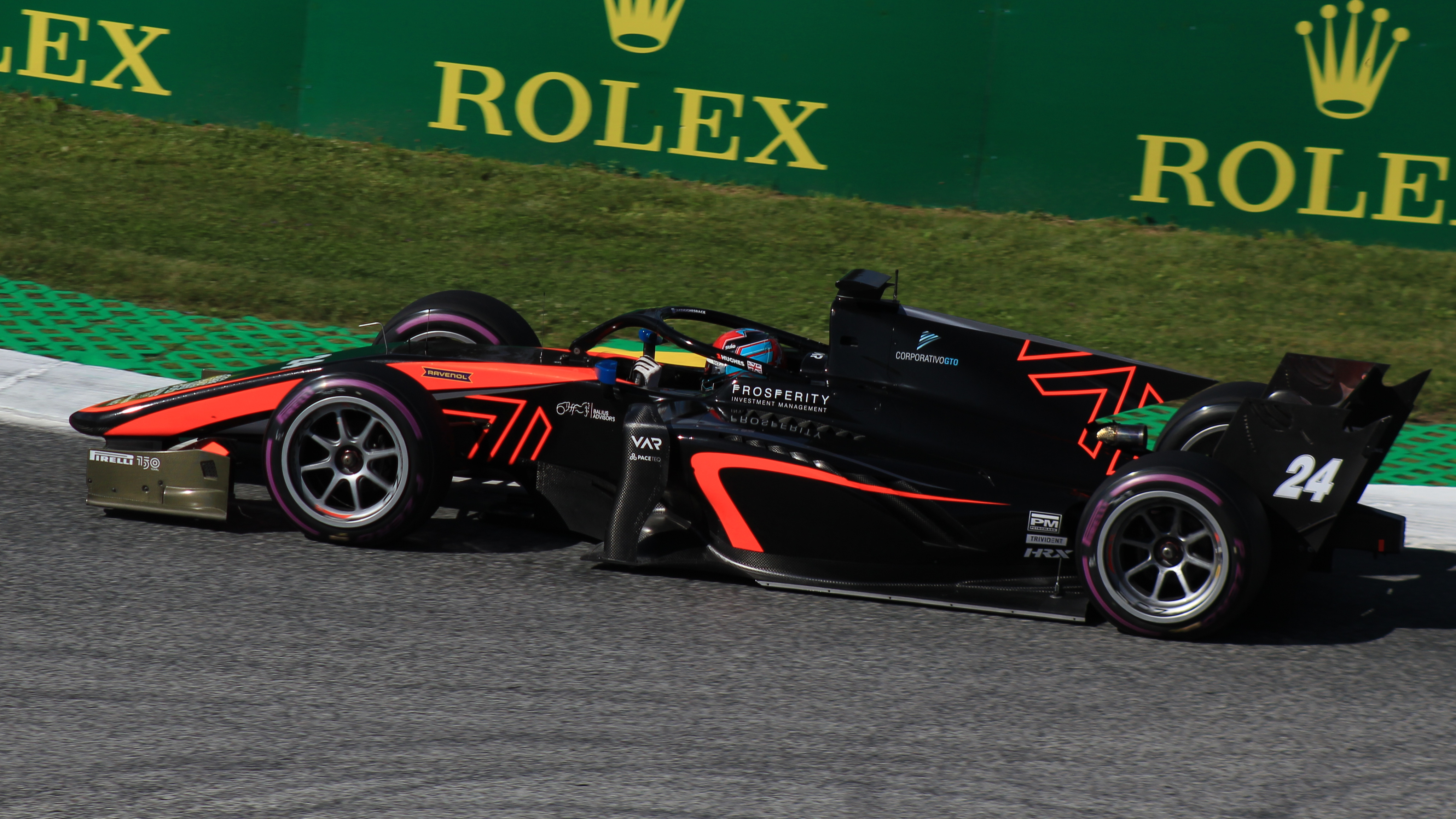
Jake Hughes à Spielberg en Formule 2 en 2022.

Le 22 septembre 2020, il est titularisé en Formule 2 avec HWA Racelab à la place de Giuliano Alesi transféré le même jour chez MP Motorsport, en remplacement de Nobuharu Matsushita. Il ne dispute cependant que la manche de Sotchi avec pour meilleur résultat une douzième place lors de la course principale. Il est remplacé par Théo Pourchaire pour les deux dernières manches de la saison.
En 2021, il revient dans l'équipe pour remplacer Jack Aitken, blessé dans un gros accident lors des 24 Heures de Spa. Lors de la manche de Sotchi, il marque ses premiers points dans la discipline en terminant quatrième de la première course sprint du samedi matin.
En 2022, il signe avec Van Amersfoort Racing aux côtés d'Amaury Cordeel. Il marque ses premiers points de la saison à Bahreïn puis termine troisième de la course sprint de Jeddah avant d'être disqualifié pour une infraction au règlement technique. Il se rattrape cependant le lendemain en terminant quatrième de la course principale. Après un week-end difficile à Monaco, il termine deux fois dixième à Bakou et à Silverstone. Au Red Bull Ring, il termine cinquième d'une course chaotique. Après avoir manqué deux manches à la suite d'un test positif au Covid-19, il quitte le championnat après la manche de Spa et laisse son baquet à David Beckmann. Il termine seizième du championnat avec 26 points.

### Arrivée en Formule E chez McLaren (depuis 2023)
En novembre 2022, avant les essais de pré-saison de Valence, McLaren Racing l'annonce en tant que titulaire en Formule E aux côtés de René Rast pour lancer le programme de McLaren dans cette compétition. Il termine troisième de sa première qualification à Mexico lors de la première course, réalisant la première qualification de McLaren en Formule E. Il termine cinquième de la course.

## Résultats
| Saison    | Championnat                                                   | Écurie                | Courses           | Victoires         | Pole positions    | Meilleurs tours   | Podiums           | Points            | Classement        |
| --------- | ------------------------------------------------------------- | --------------------- | ----------------- | ----------------- | ----------------- | ----------------- | ----------------- | ----------------- | ----------------- |
| 2012      | VdeV Challenge                                                | Antel Motorsport      | 2                 | 0                 | 0                 | 0                 | 0                 | 25                | 45e               |
| 2012      | Formule Renault britannique                                   | Antel Motorsport      | 2                 | 0                 | 0                 | 0                 | 0                 | 7                 | 30e               |
| 2012      | Formule Renault britannique (série hivernale / Winter series) | MGR Motorsport        | 2                 | 0                 | 0                 | 0                 | 0                 | 24                | 14e               |
| 2013      | Formule 4 britannique                                         | Lanan Racing          | 24                | 4                 | 4                 | 6                 | 10                | 445               | Champion          |
| 2014      | Formula Renault 2.0 NEC                                       | ART Grand Prix        | 4                 | 0                 | 0                 | 0                 | 0                 | 152               | 8e                |
| 2014      | Formula Renault 2.0 NEC                                       | Mark Burdett Racing   | 11                | 0                 | 0                 | 0                 | 1                 | 152               | 8e                |
| 2014      | Eurocup Formula Renault 2.0                                   | Mark Burdett Racing   | 2                 | 0                 | 0                 | 0                 | 0                 | 0                 | N.C               |
| 2014      | Eurocup Formula Renault 2.0                                   | Strakka Racing        | 4                 | 0                 | 0                 | 1                 | 0                 | 0                 | N.C               |
| 2014      | Formula Renault 2.0 Alps                                      | Strakka Racing        | 2                 | 0                 | 0                 | 0                 | 0                 | 0                 | N.C               |
| 2015      | Eurocup Formula Renault 2.0                                   | Koiranen GP           | 17                | 1                 | 1                 | 0                 | 5                 | 160               | 6e                |
| 2015      | Formula Renault 2.0 Alps                                      | Koiranen GP           | 16                | 3                 | 2                 | 3                 | 7                 | 237               | 2e                |
| 2016      | GP3 Series                                                    | DAMS                  | 18                | 2                 | 1                 | 2                 | 4                 | 90                | 8e                |
| 2016      | Championnat d'Europe de Formule 3                             | Carlin                | 3                 | 0                 | 0                 | 0                 | 1                 | 27                | 16e               |
| 2017      | Championnat d'Europe de Formule 3                             | Hitech GP             | 30                | 1                 | 2                 | 2                 | 7                 | 207               | 5e                |
| 2018      | GP3 Series                                                    | ART Grand Prix        | 18                | 1                 | 0                 | 0                 | 3                 | 85                | 8e                |
| 2018      | Championnat d'Asie de Formule 3                               | Hitech GP             | 9                 | 9                 | 6                 | 8                 | 9                 | 225               | 2e                |
| 2019      | Formule 3 FIA                                                 | HWA Racelab           | 16                | 1                 | 1                 | 2                 | 4                 | 90                | 7e                |
| 2019      | Formule Régionale Europe                                      | KIC Motorsport        | 3                 | 0                 | 0                 | 1                 | 3                 | 45                | 12e               |
| 2019-2020 | Championnat d'Asie de Formule 3                               | Hitech Grand Prix     | 6                 | 0                 | 0                 | 1                 | 0                 | 24                | 14e               |
| 2020      | Formule 3 FIA                                                 | HWA Racelab           | 18                | 2                 | 0                 | 3                 | 4                 | 111,5             | 7e                |
| 2020      | Formule 2                                                     | HWA Racelab           | 2                 | 0                 | 0                 | 0                 | 0                 | 0                 | 23e               |
| 2021      | Formule E                                                     | Venturi Formula E     | Pilote de réserve | Pilote de réserve | Pilote de réserve | Pilote de réserve | Pilote de réserve | Pilote de réserve | Pilote de réserve |
| 2021      | Formule 3 FIA                                                 | Carlin Buzz Racing    | 3                 | 0                 | 0                 | 0                 | 0                 | 0                 | 27e               |
| 2021      | Formule 2                                                     | HWA Racelab           | 8                 | 0                 | 0                 | 0                 | 0                 | 8                 | 18e               |
| 2022      | Formule 2                                                     | Van Amersfoort Racing | 16                | 0                 | 0                 | 0                 | 0                 | 26                | 16e               |

### Résultats en championnat du monde de Formule E
| Saison    | Écurie                           | Courses disputées | Pole positions | Meilleurs tours | Victoires | Podiums | Dans les points | Abandons | Points inscrits | Classement |
| --------- | -------------------------------- | ----------------- | -------------- | --------------- | --------- | ------- | --------------- | -------- | --------------- | ---------- |
| 2022-2023 | Neom McLaren Formula E Team (en) | 3                 | 1              | 0               | 0         | 0       | 3               | 0        | 27              | 5e         |

### Résultats au Grand Prix de Macao
- 2016 : 6e avec Carlin Motorsport, parti 10e sur la grille de départ
- 2018 : 4e avec Hitech Grand Prix, parti 5e sur la grille de départ
- 2019 : 17e avec HWA Racelab, parti 28e sur la grille de départ